# Kiffis
Kiffis é uma comuna francesa na região administrativa de Grande Leste, no departamento Alto Reno. Estende-se por uma área de 6,58 km². Em 2010 a comuna tinha 255 habitantes (densidade: 38,8 hab./km²).